# 門惠豐
門惠豐（1937年6月—），男，天津靜海人，中國武術家，中國武術九段，曾任中国武术协会副主席。他創編了「东岳太极拳」。

## 生平
1959年在全国第一届全运会上獲武术比赛对练第一名。1963年畢業於北京體育學院本科武術專業，並留校任教。1965至1966年在中央警衛處教授擒拿術。1991年，在第一屆世界武術錦標賽上擔任總裁判長。
2000年1月1日清晨，門惠豐應中央電視台邀約，於泰山尧观顶演練其創編的东岳太极拳，經由電視轉播至全球一百多个国家地区。东岳太极拳現已被中国武术协会列入太极拳派系當中。
曾擔任第六届中国武术协会副主席、北京體育大學武術系主任。2011年被聘為国家体育总局武术研究院专家委员会首批专家。

## 家庭
妻子闞桂香（1940年7月－），曾任北京体育大学武术教研室教授。女兒門敢紅嫁給韓國的太極拳冠軍梁成贊，於首爾定居，並在韓國教授太極拳。

## 外部連結
- 门惠丰武术院官網[]